# Чемпионат России по лыжным гонкам 2019
Чемпионат России по лыжным гонкам 2019 проводился Федерацией лыжных гонок России с 30 марта по 14 апреля 2019 года. Состоял из трёх этапов:
- первый этап прошёл с 30 марта по 7 апреля в центре лыжной и горнолыжной подготовки «Малиновка» в деревне Кононовская Архангельской области
- второй этап состоял из женской гонки на 50 км, прошедшей в Апатитах 13 апреля 2019 года
- третий этап состоял из мужской гонкой на 70 км, прошедшей в Мончегорске 14 апреля 2019 года.

### Мужчины
| Дисциплина                          | Дата      | Золото                                                                                        | Серебро                                                                                      | Бронза                                                                          |
| Спринт классическим стилем          | 30 марта  | Андрей Парфёнов Тюменская область                                                             | Сергей Ардашев Республика Удмуртия                                                           | Андрей Краснов Санкт-Петербург                                                  |
| Скиатлон 30 км                      | 31 марта  | Алексей Червоткин Москва                                                                      | Максим Вылегжанин Республика Удмуртия                                                        | Андрей Мельниченко Красноярский край                                            |
| 15 км свободным стилем              | 2 апреля  | Андрей Мельниченко Красноярский край                                                          | Иван Якимушкин Тюменская область                                                             | Алексей Шемякин Архангельская область                                           |
| Командный спринт свободным стилем   | 3 апреля  | Тюменская область — 1 Андрей Парфёнов Александр Большунов                                     | Тюменская область — 2 Денис Спицов Иван Якимушкин                                            | Красноярский край Иван Горбунов Андрей Мельниченко                              |
| Эстафета 4х10 км                    | 5 апреля  | Республика Удмуртия — 1 Дмитрий Япаров Сергей Ардашев Константин Главатских Максим Вылегжанин | Республика Удмуртия — 2 Евгений Байбородов Евгений Вахрушев Александр Уткин Кирилл Вичужанин | Республика Татарстан Андрей Феллер Андрей Ларьков Артём Николаев Егор Казаринов |
| 50 км классическим стилем, масстарт | 7 апреля  | Максим Вылегжанин Республика Удмуртия                                                         | Илья Семиков Республика Коми                                                                 | Сергей Ардашев Республика Удмуртия                                              |
| 70 км классическим стилем, масстарт | 14 апреля | Алексей Шемякин Архангельская область                                                         | Иван Якимушкин Тюменская область                                                             | Николай Хохряков Республика Татарстан                                           |

### Женщины
| Дисциплина                          | Дата      | Золото                                                                            | Серебро                                                                                  | Бронза                                                                             |
| Спринт классическим стилем          | 30 марта  | / Наталья Матвеева Москва/Рязанская область                                       | Юлия Белорукова Республика Коми                                                          | / Наталья Непряева Московская область/Тверская область                             |
| Скиатлон 15 км                      | 31 марта  | / Анастасия Седова Нижегородская область/Республика Мордовия                      | Алиса Жамбалова Республика Бурятия                                                       | Анна Нечаевская Республика Татарстан                                               |
| 10 км свободным стилем              | 2 апреля  | / Наталья Непряева Московская область/Тверская область                            | Анна Нечаевская Республика Татарстан                                                     | / Анастасия Седова Нижегородская область/Республика Мордовия                       |
| Командный спринт свободным стилем   | 3 апреля  | Республика Коми Ольга Царёва Юлия Белорукова                                      | Московская область Кристина Кускова Наталья Непряева                                     | Москва Нина Дуботолкина Наталья Матвеева                                           |
| Эстафета 4х5 км                     | 5 апреля  | Республика Коми Анастасия А. Власова Ольга Царёва Виктория Мелина Юлия Белорукова | Республика Татарстан Светлана Кузнецова Лариса Рясина Диляра Сабирзянова Анна Нечаевская | Московская область Габриелла Калугер Наталья Непряева Ольга Яшина Кристина Кускова |
| 30 км классическим стилем, масстарт | 6 апреля  | Алиса Жамбалова Республика Бурятия                                                | Лидия Дуркина Санкт-Петербург                                                            | Диана Головань Республика Хакасия                                                  |
| 50 км свободным стилем, масстарт    | 13 апреля | / Елена Соболева Новосибирская область/ЯНАО                                       | Диана Головань Республика Хакасия                                                        | Светлана Кузнецова Республика Татарстан                                            |